# Пеллоу, Марти
Марти Пеллоу (англ. Marti Pellow; род. 23 марта 1965, Клайдбанк, Данбартоншир) — шотландский певец. Солист группы Wet Wet Wet, основанной в 1982 году.
Карьера Марти началась в подростковом возрасте, когда он создал музыкальную группу со своими школьными друзьями, которая называлась Wet Wet Wet.

## Альбомы
- 2001 — Smile
- 2002 — Marti Pellow Sings the Hits of Wet Wet Wet & Smile
- 2003 — Between the Covers
- 2006 — Moonlight Over Memphis
- 2008 — Sentimental Me
- 2010 — Devil and the Monkey
- 2011 — Love to Love
- 2013 — Hope
- 2014 — Boulevard of Life
- 2015 — Love to Love — Volume 2
- 2017 — Mysterious

## Синглы
- 2001
  - «Close to You» — Smile
  - «I’ve Been Around the World» — Smile
- 2003
  - «A Lot of Love» — Between the Covers
- 2006
  - «Come Back Home» — Moonlight Over Memphis
  - «It’s All About» — Moonlight Over Memphis
- 2008
  - «Take a Letter Miss Jones» — Sentimental Me
- 2010
  - «Devil and the Monkey» — Devil and the Monkey
- 2011
  - «Don’t Know Much» — Love to Love
- 2014
  - «Goodbye My Sweet Lady» — Boulevard of Life
- 2017
  - «Mysterious» — Mysterious
- 2017
  - «Sound of My Breaking Heart» — Mysterious